# Alfons Peeters
Alfons Peeters (Beringen, 21 gennaio 1943 – Sint-Truiden, 5 gennaio 2015) è stato un calciatore belga, di ruolo centrocampista.